# Ptilinopus iozonus
Ptilinopus iozonus là một loài chim trong họ Columbidae.